# Benn (auteur)
Pour les articles homonymes, voir Beniest et Benn.
André Beniest, dit Benn, né le 4 novembre 1950 à Ixelles (région de Bruxelles-Capitale), est un auteur de bande dessinée belge. Créateur de séries telles que Mic Mac Adam, Woogee et de romans graphiques tels que Le Magicien de Whitechapel, Valentine Pitié ou encore Elmer et moi.

## Biographie

### Jeunesse (1950-1969)
Les origines de la famille de Benn sont de Scheveningen, aux Pays-Bas. Son grand-père est capitaine de bateau, il est parti au Congo et y est décédé. À la suite de ce deuil, le père d'André Beniest a d'abord vécu à Portsmouth (GB) puis pendant la Seconde Guerre mondiale, a été enrôlé soldat dans l'armée britannique. À l'établissement de son père en Belgique, qui exerçait le métier de Maître d'hôtel, Benn enfant jouait avec le paquetage de soldat anglais que son père avait emporté. Sa maman, Louise, rêvait qu'il devienne instituteur. Très bon élève avant que le virus du dessin ne s'empare de lui, il était souvent premier de classe,. 
À l'âge de 13 ans, il a dessiné, pendant les cours, son premier livre de 20 planches Renier et les Voleurs de moto et a été déchiré par un professeur. Par amusement, il imite Flash Gordon et il entreprit de recopier une petite planche de BD, extraite des aventures du cow-boy Tex Tone,. Agréablement surpris par le résultat, il prit pris conscience de ses capacités graphiques. En 1965, il s'exerce à dessiner les Schtroumpfs. Dès lors, le dessin prit de plus en plus d'importance dans sa vie, finissant même par reléguer ses études au second plan. Sa famille souhaitait qu'il obtienne un diplôme avant de se lancer dans l'incertaine aventure du graphisme. À l'âge de 16 ans, il se rend à la rédaction du Journal Tintin avec sa maman. Ne souffrant pas la comparaison avec les planches qu'on lui montre, il en sort déprimé. Par la suite, il reviendra au journal mais seul. En 1968, il obtient le numéro de téléphone de Peyo, il lui rend visite à de multiples reprises, ce dernier l'encourage à persévérer en ayant vu ses dessins. Il s'y applique en travaillant jusque trois heures du matin, tout en poursuivant ses études.

### Les débuts professionnels (1969-1972)

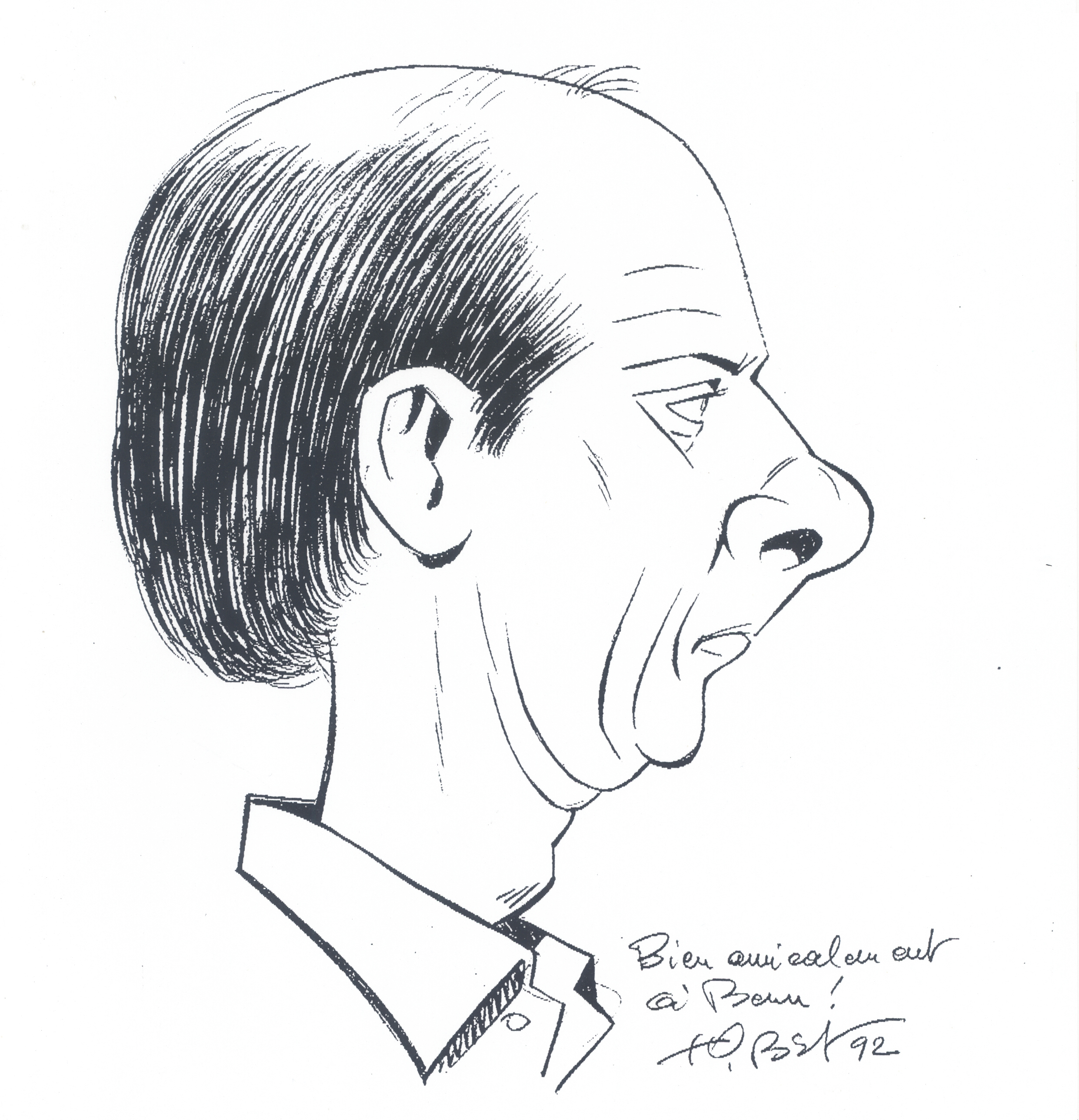
La Tibetière : André Benn croqué par son ami Tibet.

En 1969,, le jeune André Beniest entame sa carrière à l'âge de 19 ans, on lui a conseillé d'utiliser un pseudonyme plus court à consonance commerciale plutôt que d'utiliser son propre nom de famille. Le choix est tombé sur Ben parce qu'en tant que petit garçon, il était souvent appelé « Ben ». Malheureusement, Albert Desprechins, scénariste du troisième album de Tif et Tondu, entre autres, utilisait déjà le pseudonyme Ben ; c'est donc en apposant un 'n' supplémentaire que c'est devenu Benn. Il débutera par le lettrage en néerlandais d'Aventure à Manhattan d'Hermann et Greg. Ce sera Greg justement, qui lui achètera son premier dessin (une illustration du Tour de France) et le publiera dans le journal Junior. En 1969, pour Junior, il créera le personnage de Petit-Beurre,, pour lequel il a reçu conseils et indications de Peyo,,. 
En parallèle, il apprend durant trois années, les techniques de la gravure et du fusain à l'Académie des beaux-arts de Bruxelles,. En 1970, il se présente au journal Spirou, y rencontre Maurice Rosy et lui publie deux mini-récits (La Famille Tik-Tak),. Pour Junior, il crée encore Sam et Tibond, série de planches à gags mettant en scène un jeune enfant et son dauphin, dont le personnage de Sam lui a été mis en main par François Walthéry, sur des scénarios de Jacques Acar pour les 10 premiers gags puis de Mythic et Marc Wasterlain ainsi que sur les siens qui paraîtront régulièrement jusqu'en 1976 où plus de 160 planches auront été publiées. Fin 1971, Peyo remplace Roger Leloup, par un jeune de vingt ans, timide mais persévérant, Benn. Il collabore au Studio Peyo, sur l'album Histoires de Schtroumpfs, et fera des études de Benoît Brisefer,,. Peyo est tellement dur avec Benn qu'au bout de quelques semaines, celui-ci craque nerveusement,. Grâce à lui, il a appris à devenir exigeant. 
Après un an et demi, Benn a pensé qu'il était temps de passer à autre chose car il voulait avoir ses propres héros de bandes dessinées. En 1972, après le départ de Christian Denayer, il assiste Tibet,, pour les décors d'Épitaphe pour Ric Hochet. Avec Raoul Cauvin au scénario, il dessine deux histoires de quatre planches de Mischa,,.
Toujours cette même année, Benn rencontre Michel Deligne, libraire et éditeur, qui lui passe commande de divers travaux dont notamment le lettrage de la traduction d'auteurs américains et espagnols. Cette collaboration cessera à la mise en liquidation de la société de l'éditeur bruxellois en 1986.

### Périodejournal Tintin(1972-1978)
C'est en 1972 que l'on découvre la signature d'André Benn dans le journal Tintin avec une illustration du Cadeau du mois, à la suite de Turk et de Groot. Michel Deligne lui demande de dessiner un de ses scénarios Le Fantôme de Geronimo, une histoire réaliste pour son magazine Curiosity,. L'histoire et le scénario réalistes ne convenaient pas du tout à Benn et il a déchiré ses neuf pages dessinées avant que l'histoire ne puisse être publiée. Deligne a essayé en vain d'empêcher ceci en enrôlant Maurice Tillieux, qui a exprimé son approbation du travail de Benn. Pour le no 3 de Curiosity Magazine en 1973, est publié un gag en strip avec un soldat de Napoléon intitulé Grognon Grognard.
En 1973, toujours pour Curiosity Magazine, il réalise Autant en emporte le Blizzard, un épisode de 28 planches en noir et blanc d'Yves Boréal, qui sera repris ensuite dans Junior en 1976. Pour ce journal, Benn a pratiquement dû refaire toutes les planches pour en expurger la violence et notamment en supprimer les mitraillettes, la parution était cette fois en couleurs réalisées par son épouse. 
Pour Tintin et pour le pocket Tintin Sélection, il illustrera beaucoup de jeux, des illustrations de nouvelles pour Duval. De juin 1974 à avril 1976, Benn signe une vingtaine de gags en une demi-planche parfois scénarisés par Mythic dans Junior, le supplément pour enfants de la revue Chez Nous et fait la couverture de ces magazines.
Il illustre ensuite aux éditions du Lombard diverses histoires complètes pour le pocket. Durant cette période, il dessine pour divers magazines tels que Libelle, Télé-Moustique ainsi que Play Tennis,, Stars et Cinéma,... À partir de 1975, en collaboration avec le scénariste Vicq, il dessine les aventures de Tom Applepie,,, pour le journal Tintin, ce personnage vivra le temps de 5 récits jusqu'au début 1978, une série appréciée de l'éditeur car elle visait un public âgé de 7 ans,.

### Les annéesMic Mac Adam(1978-1987)
Au journal Tintin, André Benn a fait la connaissance de Stephen Desberg avec lequel il partage une passion commune pour les histoires fantastiques et a déjà en tête le personnage de Mic Mac Adam et même son graphisme, ils vont entamer une collaboration et vont proposer leur projet au nouveau rédacteur en chef de Spirou Alain De Kuyssche qui cherche des séries intéressantes et a compris l’originalité de Mic Mac Adam. Le genre fantastique n'était pas courant en bande dessinée à cette époque. En 1978, la première apparition dans Spirou de ce personnage est une annonce d'une planche pour La Porte condamnée. Dupuis publie les deux premiers tomes de Mic Mac Adam. À partir de 1987, Fleurus publie les trois tomes suivants. Le Bois des lépreux se voit offrir un tirage de tête en noir et blanc (Fleurus, 1987). Avec la conclusion du récit Les 5 Miroirs se termine la collaboration sur cette série dans Spirou. Ce ne seront pas moins de 19 récits, un conte, une nouvelle sur les effets des drogues qui auront été publiés dans ce journal de 1978 à 1987. Pendant toutes ces années, André Benn participera à la vie du journal en fournissant des illustrations, un sommaire, des posters en supplément,, fera l'école de la BD et même un faux Chaminou de Raymond Macherot.

### La naissance d'un auteur (1986-1990)
1986, en changeant d'éditeur, de support presse, Benn change également de lectorat pour délaisser le public enfantin et choisit une histoire immorale en adaptant le roman policier Monsieur Cauchemar de Pierre Siniac qui connaîtra une prépublication dans le magazine Circus, avant de paraître en album en 1986. 1987, il poursuivra avec une nouvelle série Elmer et moi en deux tomes. Cette fois encore son graphisme évolue tout en conservant le style semi-réaliste, il accentue le dessin réaliste. La technique s'adapte au récit, il délaisse la gouache pour l'aquarelle. Le Benn nouveau est arrivé et se veut caustique, lucide, drôle. Le ton devient ironique, grinçant et mordant.

### Chez Dargaud (1991-2009)
En septembre 1991, une planche de Mic Mac Adam est adjugée par Christie's.
Pour son arrivée chez Dargaud, Benn réalise la campagne publicitaire Génération Dargaud début 1992.
Septembre 1992, il crée une nouvelle série Woogee, aux éditions Dargaud, (où les histoires auront comme toile de fond la métropole hollywoodienne) qu'il poursuivra sur quatre tomes. Ainsi le dernier tome cette série est présenté au festival d'Angoulême en 1998. Parallèlement, il scénarise une histoire pour son ami Philippe Delaby ainsi que pour Eddy Paape qui paraîtront dans l'album Le Père Noël dans ses Petits Souliers,. À partir de 1996, il fait une petite série de strips intitulée Benn fait son manga sur la vie d'un dessinateur de BD qui paraîtront dans les premiers manhwas traduits en français dont il faisait le lettrage, chez Kana pour les séries Angel Dick et Armagedon en remplissage des trous. 
En 1998, il travaille pendant un mois au studio Belvision, et y réalise des décors pour un dessin animé dont le projet n'aboutira pas. En 1999, le fait qu'il partage son bureau chez Dargaud avec Philippe Delaby, l'amène à la réalisation à quatre mains des couleurs à l'aquarelle du tome 2 de la série Murena - De sable et de sang de Jean Dufaux. Philippe Delaby lui rend hommage pour la mise en couleurs directes de cet album. Il animera en l'an 2000, un atelier, de BD à la Villa de Ganshoren. Il illustre différents romans pour la jeunesse pour les éditions Fleurus de la collection « Z'Azimut » jusqu'en 2001. À partir de cette année, Mic Mac Adam va vivre de nouvelles aventures dont le scénario est assuré par Luc Brunschwig, son frère Yves Brunschwig, Sylvain Runberg avec le coloriste Christian Lerolle sous le titre Les Nouvelles Aventures de Mic Mac Adam.
Le 1er décembre 2005 sort l'intégrale des premières aventures de Mic Mac Adam et, la critique est élogieuse « le perfectionniste auteur de Woogee et d'Elmer et moi dessine avec une vivacité qui l'apparente à Franquin, Tillieux, Wasterlain, voire à Conrad, Fournier, Cossu ou Walthéry. » Le 16 novembre 2006 sort le troisième tome de cette intégrale.
En 2008, à l'occasion des 70 ans du journal Spirou, le Centre belge de la bande dessinée expose ses œuvres. En hommage à Jijé, il refait la couverture de Valhardi II.

### Les nouveaux romans graphiques (2010-2016)
2010, Benn revient au roman graphique avec Valentine Pitié, récit en 2 tomes composé de 8 chapitres chacun chez Dargaud à partir de 2010 et une intégrale en 2012. En 2010, il est primé à Carpentras, fait l'affiche du festival en septembre 2012 et peint en mai 2014. En 2015, il entame la publication de la trilogie Le Magicien de Whitechapel,. Les dimensions (24,7 × 29,8 cm) des albums de cette série ne sont partagées que par Gus de Christophe Blain. Du 20 janvier au 1er mars 2015 a eu lieu une exposition Le Magicien de Whitechapel au CBBD, présentée ainsi : « C’est l’aboutissement remarquable d’un dessinateur devenu auteur, au caractère entier. En 45 ans de parcours dans l’univers de la BD, Benn a su se débarrasser du style « gros nez » (il a tâté du studio Peyo), de l’influence contagieuse d’un de ses éminents confrères (Wasterlain) et, finalement, de ses scénaristes, pourtant parmi les meilleurs. » et poursuivie par une exposition permanente. Il réalise un ex-libris numéroté 2 pour le festival Bulles d'Aire en 2015 qui se tient à Aire-sur-l'Adour.
Fin mai 2015, il est l'invité d'honneur au Salon du Livre et de la BD de Damparis et réalise l'affiche de Texte et Bulle et une exposition est montée.

### À présent
Sa carrière professionnelle prend fin en 2016, atteint par l'âge de la retraite. En novembre 2016 à Belfaux, il réalise l'affiche de ce célèbre Festival international de la bande dessinée.
À Flers, en octobre 2017, il est mis à l'honneur et réalise l'affiche de la Fête de la BD et de l'image.
L'exposition à la Galerie des Bulles sur l'œuvre d'André Benn s'est tenue du samedi 4 mai au 30 juin 2019. Avec le déconfinement de la crise du Covid-19, il réalise à la demande de Daniel Couvreur, journaliste au quotidien bruxellois Le Soir, deux illustrations qui seront publiées dans ce journal et dont il offrira les originaux à une vente aux enchères au profit de la Croix-Rouge,,. En 2021, il dessine la couverture du recueil Le Vaisseau symphonique (dessins au fusain de musiciens exécutés pendant les répétitions de ceux-ci à La Monnaie). Et toujours en cette même année 2021, il réalise le visuel de l'affiche du Festival international du film fantastique de Bruxelles pour l'édition du 40e anniversaire de 2022,.

### Vie privée
Anglophile, Benn aime se rendre en Angleterre. Après avoir longtemps pratiqué le tennis de manière passionnée, il a eu grand plaisir de se délasser sur un green de golf,,. Il porte un amour tout particulier à ses chats,. Il apprécie la danse, le théâtre mais pas le moderne. Amateur de grande musique, il a su se faire apprécier des musiciens de l'orchestre de La Monnaie à Bruxelles avec lesquels il participait aux répétitions. Il est également joueur d'échecs et de billard, dans un club. La navigation à voile le tente également, il vogue avec plaisir sur un catamaran et peint dessus. Collectionneur de timbres averti, il a enluminé de nombreuses enveloppes.
Il réside en Région bruxelloise à Saint-Josse-ten-Noode où il est considéré comme un géant de la commune avec son épouse Jacqueline Coumont, artiste peintre qui fut d'ailleurs la coloriste de toutes ses séries avant son passage chez Glénat et avec laquelle il a fêté ses noces d'or en 2020. Ils ont une fille Nathalie et deux petites filles Alysia et Célia.

## Style graphique et narratif

### Influences
Dès l'âge de 14 ans, il voit au cinéma des films fantastiques tels que La Vierge de Nuremberg.
Benn confesse qu'il a toujours été profondément marqué par le 7e Art, il cite le nom de quelques réalisateurs : Billy Wilder, Frank Capra, Alfred Hitchcock, les frères Coen et Woody Allen.
La lecture d'œuvres littéraires d'auteurs tels que Bertolt Brecht, Gottfried Benn, Dickens et Hugo ont été des apports importants ainsi que la lecture de Félix de Maurice Tillieux dans le récit Les Yeux dans le dos, le convainc de faire quelque chose de similaire.
Sa visite avec Stephen Desberg des endroits les plus sordides et des bas fonds de Londres et de son fog, lui font découvrir ce côté noir.

### Évolution du style graphique et narratif
- Ayant débuté avec le style de l'École de Marcinelle, et ensuite marqué par son passage au studio Peyo, le style humoristique va s'imposer naturellement au bout du crayon d'André Benn. Il a définitivement renoncé au style réaliste qui ne lui convenait pas, après un essai de 9 planches pourtant approuvées par Maurice Tillieux[4].

Lorsque paraissent les aventures d'Yves Boréal, son graphisme se rapproche très fort de celui de Wasterlain (dans Bob Moon et Tatiana) dixit Philippe Capart.
- Par la suite, il adoptera un style semi-réaliste, qu'il ne cessera de faire évoluer. Avec Mic Mac Adam, la noirceur du trait est présente dès l'origine. Cet univers Fantastique évoluera toujours vers un noir plus profond[40].
- Au fil des épisodes, on assiste à un glissement très intéressant, tant dans le dessin de Benn que dans les scenarios de Desberg. Petit à petit, Benn forge son style si particulier et Mic Mac Adam passe du gentilhomme-fermier, écossais mal dégrossi, quelque part entre Wasterlain et Franquin (pour le nez !), à l’élégant et flegmatique gentleman, que l’on pourrait croire échappé des romans de Wodehouse. Évolution flagrante dans le dernier épisode publié dans Spirou, Les 5 Miroirs où Mic semble promener, pendant tout le début de l’histoire, une nonchalance, un ennui, une mélancolie délicieusement so british[76].
- Un Mic Mac Adam new look[86] voit le jour, à l'instigation du rédacteur en chef Philippe Vandooren, dont les changements principaux sont la perte du gros nez, les proportions du corps mieux respectées, et le troc du kilt pour un pantalon à carreaux. Et ce à partir du récit Mort aux dents publié dans Spirou no 2456 en 1985, et resté inédit en album à ce jour (parce que Benn n'a pas supporté cette intrusion dans la création[87]).
- Avec Les 5 Miroirs, il introduit un zeste d'érotisme et d'épouvante[88]. Pour certains, son style est caractérisé comme « dynamique » et « aéré »[89]. Alain De Kuyssche, l'ancien rédacteur en chef de Spirou, avance que le statut réel de Mic Mac Adam est un classique du 9e Art[90].
- Avec Monsieur Cauchemar son style devient plus adulte et personnel tandis que la narration développe l'aspect psychologique[4].
- Avec Elmer et Moi, le premier roman graphique de Benn, (qui met certains libraires mal à l'aise[91]), il dépasse les limites traditionnelles[91] et il adopte une nouvelle technique : l'aquarelle[8]. Il déclare « Le choix d'un format pour un auteur est une chose très importante et il ne faut pas sous-estimer l'influence qu'il peut avoir sur l'évolution du graphisme. Pour ma part, […] je travaille sur un format de 40 centimètres et des poussières en longueur sur 29 de large. »[85].

Selon Patrick Gaumer, « Woogee est une série remarquable, […], son graphisme tend vers le réalisme, nerveux, dynamique, […], il est qualifié de metteur en scène hors pair, […] maîtrisant parfaitement la technique narrative, […] primé du Grand Prix à Durbuy en 1991 et a reçu le prix Betty Boop à Hyères en 1992 ». Guillaud ajoute : "Le trait nerveux et réaliste s'affirme de plus en plus"
En 2000, la reprise de Mic Mac Adam, après 13 ans d'absence, nécessite une évolution tout en respectant la série originale. Pour ce faire, l'auteur réalisera plus de 3 000 croquis. Le graphisme du personnage change: fini la longue coupe de cheveux. Mic Mc Adam prend de l'envergure, on découvre son passé, il n'est plus le témoin nonchalant du début et vit ses aventures. Les protagonistes sont historiques et ancrés dans la réalité. Pour s'adapter au scénario de Luc Brunschwig, il lui fallait un maximum de place. Ce qui a induit un débordement de cases, un décentrage radical de certaines pages. Tout cela témoigne d'un travail ardu, réfléchi et maîtrisé. Thierry Bellefroid souligne le total contrôle graphique, servant à la narration. L'ancien rédacteur en chef de Spirou, Alain De Kuyssche compare ses crayonnés à un violoniste qui pousse une note à la limite de la tension de l'archet.
Benn déclare « Je suis un classique, mais pas un académique. C’est avec le classique qu’on peut avancer ».
Francis Matthys caractérise « Une série expressionnistement  [sic] dessinée par André Benn […] et poursuit: Verdun est une œuvre impressionnante, riche en cases panoramiques » ».
La critique s'accorde pour reconnaître un trait fin, épuré, élégant et harmonieux. Les effets sont travaillés et peaufinés dans un style pourtant semi-réaliste.
« Avec Valentine Pitié, Benn amorce un changement dans sa façon d'appréhender sa technique. Dans Mic Mac-Adam, sa précédente série, le trait était plus franc et les couleurs plus affirmées. Là, le dessin est plus harmonieux, plus travaillé dans les effets. Les teintes choisies sont plus homogènes, plus sobres et reflètent bien la beauté et l'immensité des paysages. » Pour Gilles Ratier, le trait semi-réaliste reste référencé à celui de la série policière fantastique mais ses meilleures créations sont ses one shot. D'autres critiques émettent également des jugements positifs sur cette épopée en deux tomes. Pour Barroux, il s'agit de « Deux aventures émouvantes et drôles ». Tandis que pour Laurence Le Saux, journaliste à Télérama et membre de l'ABCD : Benn use d'un trait élégant et épuré. Selon Rosenfeld, on retrouve une « grande finesse du dessin ». Francis Matthys s'enchante également en qualifiant ce récit comme « Graphiquement admirable, une noire histoire d’amour(s) non destinée aux déprimés ». Avec le décès de son papa, l'auteur instaure certains parallèles entre le roman et son propre vécu.
- Pour Jean-Pierre Fuéri, le fondateur de Casemate, Benn, fasciné par la magie, jongle avec l'illusion[102]. De fait, avec Le Magicien de Whitechapel, son style « si particulier »[100] devient plus expressionniste[65]. Le journaliste Michaël Martinez de Nice-Matin, est sous le charme. Il prétend que le trait d'André Benn lui évoque celui de Fred[103] (un bel hommage). Didier Pasamonik met en évidence la qualité des dialogues imaginés par l'auteur, « qui manie la langue avec plaisir, jouant de façon truculente des termes techniques et des mots d’argot »[104]. Tandis que le scénariste Jean-Laurent Truc qualifie les dialogues de « drôles, où fleurissent les jeux de mots »[105]. Le professeur de lettres modernes Frédéric Bounous ajoute « truculents en diable »[106]. Dans La Libre Belgique, le critique Francis Matthys écrit que« Benn se hisse au rang de Félicien Rops de la BD »[107]. La critique définit son graphisme comme envoûtant, sinon démoniaque. Son style se révèle dans une maîtrise complète des personnages et des décors[108]. Il est comparé, pour son univers fantastique, à Marcel Thiry ou Gérard Prévot[62].

## Postérité
Que ce soit de l'École de Bruxelles ou de celle de Marcinelle, il y a côtoyé tous ses grands maîtres. Aujourd'hui, il fait école en apportant conseil aux jeunes auteurs.
Il a été distingué à de nombreuses reprises et ce pratiquement pour chacun de ses albums. Il n'a jamais été modeste et le revendique ouvertement.
En référence à ses deux immenses Maîtres, il ne peut y avoir plus beau compliment :

« Benn est de l'école Tillieux pour la narration, mais tire vers Franquin pour le graphisme. »

## Œuvres

### Albums de bande dessinée

#### Tom Applepie
Tom Applepie, un mousse aventureux au XVIIIe siècle qui quitte l'Angleterre pour faire fortune dans les colonies anglaises du Nouveau-Monde.
Humour... Action... Mystère...
- 1. Le Royaume de l'Alligator, Michel Deligne, janvier 1980
Scénario : Vicq - Dessin : Benn - Couleurs : noir et blanc63 p., reliure brochée.
- Int1. Tom Applepie L'intégrale Tome 1, Point Image, septembre 1997
Scénario : Vicq - Dessin : Benn - (ISBN 2-930110-15-5)
- Int2. Tom Applepie L'intégrale Tome 2[112], Point Image, octobre 1997
Scénario : Vicq - Dessin : Benn - (ISBN 2-930110-26-0)

#### Mic Mac Adam
Mic Mac Adam, le détective écossais de l'étrange.
- 1. Le Tyran de Midnight Cross[114], Dupuis, Marcinelle, 3e trimestre 1982
Scénario : Stephen Desberg - Dessin : Benn - Couleurs : Jacqueline Benn - (ISBN 2-8001-0912-2)  Prix Spatial de la B.D. Fantastique en semi-réaliste
- 2. Morts au sommet, Dupuis, Marcinelle, Montréal, Bruxelles, 3e trimestre 1985
Scénario : Stephen Desberg - Dessin : Benn - Couleurs : Jacqueline Benn - (ISBN 2-8001-1149-6)
- 3. Les Mains d'ivoire, Fleurus, Paris, 1er février 1987
Scénario : Stephen Desberg - Dessin : Benn - Couleurs : Jacqueline Benn - (ISBN 2-215-00921-7)
- 4 Le Bois des lépreux - Tirage de tête, Fleurus, Paris, octobre 1987
Scénario : Stephen Desberg - Dessin : Benn - (ISBN 2-215-01012-6)[115]
- 4. Le Bois des lépreux, Fleurus, Paris, octobre 1987
Scénario : Stephen Desberg - Dessin : Benn - Couleurs : Jacqueline Benn - (ISBN 2-215-00978-0)
- 5. Les 5 Miroirs, Fleurus, Paris, janvier 1988
Scénario : Stephen Desberg - Dessin : Benn - Couleurs : Jacqueline Benn et Cécile Bertrand - (ISBN 2-215-00994-2)
- 5. Diableros - Chantier macabre, Loup, Andoy, 2000
Scénario : Stephen Desberg - Dessin : Benn - (ISBN 2-930283-15-7)
- 5. Diableros - Chantier macabre - Tirage de luxe, Loup, Andoy, 2000
Scénario : Stephen Desberg - Dessin : Benn - (ISBN 2-930283-15-7),contient un carnet de croquis et un entretien avec Éric Vermeulen.
- Fantômes en folie, Dargaud, Paris, Barcelone, Bruxelles, 5 décembre 1996
Scénario : Stephen Desberg - Dessin : Benn - Couleurs : Jacqueline Benn - (ISBN 2-205-04583-0)
- Intégrale tome 1 - Le Livre noir[116], Dargaud Benelux, Bruxelles, Paris, 1er décembre 2005
Scénario : Stephen Desberg - Dessin : Benn - Couleurs : Jacqueline Benn - (ISBN 2-205-04583-0)
- Intégrale tome 2 - Le Livre de sang[116], Dargaud Benelux, Bruxelles, Paris, 1er décembre 2005
Scénario : Stephen Desberg - Dessin : Benn - Couleurs : Jacqueline Benn - (ISBN 2-87129-742-8)
- Intégrale tome 3 - Le Livre de soufre, Dargaud Benelux, Bruxelles, 16 novembre 2006
Scénario : Stephen Desberg - Dessin : Benn - Couleurs : Jacqueline Benn - (ISBN 2-50500-014-X)

#### Monsieur Cauchemar(1987)
Monsieur Cauchemar est la première adaptation en bande dessinée de ce roman policier de Pierre Siniac.
Un Anglais type rêve de crime parfait et fait partager son rêve au tout jeune Francis, un garçon qui nourrit une grande passion pour le meurtre.
- Monsieur Cauchemar adaptation du roman de Pierre Siniac, Glénat, coll. « Circus Aventure », Grenoble, avril 1987
Scénario, dessin et couleurs : Benn - (ISBN 2-7234-0785-3), Grelot d'hiver au Festival de Sierre.

#### Elmer et moi(1988-1990)
Elmer et moi, 1936 à Berlin. Les espoirs et déboires d'un prestidigitateur qui, las de se faire huer dans des cabarets minables, décide d'exploiter ses dons de ventriloque et fait d'une marionnette, un personnage au cynisme exacerbé. Mais le succès se paie parfois très cher,...
.  Grand Prix du Festival de Durbuy
- 1. Le Choix des moyens, Glénat, Grenoble, août 1988
Scénario, dessin et couleurs : Benn - (ISBN 2-7234-0875-2)
- 2. Les Règles du jeu, Glénat, Grenoble, août 1990
Scénario, dessin et couleurs : Benn - (ISBN 2-7234-1152-4)
- Int. Elmer et moi l'intégrale, Dargaud Benelux, Bruxelles Paris, 29 juillet 2004
Scénario et dessin : Benn - Couleurs : noir et blanc -  (ISBN 2-87127-70-01)

#### Woogee(1992-1998)
Woogee,, l'orphelin débrouillard a quitté New York et a débarqué à Los Angeles avec l'espoir de réussir une carrière à Hollywood. Mais le scintillement des paillettes de l'âge d'or du cinéma américain dissimule souvent des magouilles en tout genre.
- 1. Un monde truqué, Dargaud, Paris, Barcelone, Bruxelles, juillet 1992
Scénario, dessin et couleurs : Benn -  (ISBN 2-205-04052-9), Betty Boop Prix spécial du jury au Festival d'Hyères, Prix mandarine à Cousance.
- 2. La Cité des anges - Acte 1, Dargaud, Paris, Barcelone, Bruxelles, mars 1994
Scénario, dessin et couleurs : Benn -  (ISBN 2-205-04179-7)
- 3. La Cité des anges - Acte 2, Dargaud, Paris, Barcelone, Bruxelles, 13 janvier 1996
Scénario, dessin et couleurs : Benn -  (ISBN 2-205-04311-0)
- 4. Le Samaritain de Yosemite, Dargaud, Bruxelles, Paris, Barcelone, 5 Janvier 1998
Scénario, dessin et couleurs : Benn -  (ISBN 2-205-04509-1), Prix de la Bulle d'Or à Brignais.
- Woogee : l'intégrale[126], Dargaud Benelux, Bruxelles, Paris, 5 décembre 2003
Scénario, dessin et couleurs : Benn -  (ISBN 2-87129-553-0)
- Intégrale Woogee, Dargaud Benelux, Bruxelles Paris, 23 février 2012
Scénario, dessin et couleurs : Benn -  (ISBN 978-2-505-01380-8)

#### Les Nouvelles Aventures de Mic Mac Adam(2001-2010)

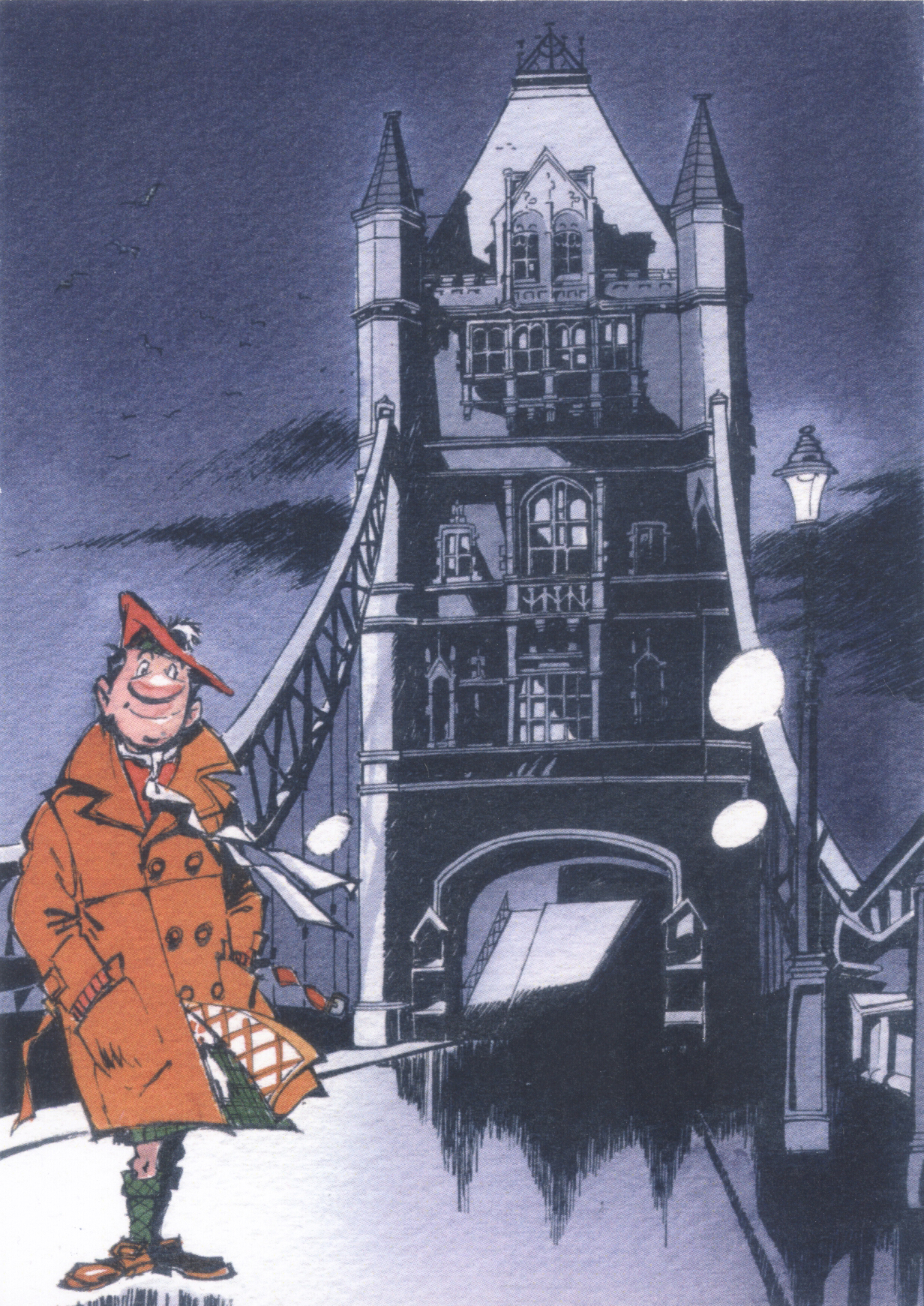
Mic Mac Adam sur Tower Bridge à Londres pour l'invitation au vernissage de l'exposition Les dessous du dessin en 2006.

La seconde vie de Mic Mac Adam
- 1. Les Amants décapités[128], Dargaud Benelux, Bruxelles, Paris, 8 septembre 2001
Scénario : Luc Brunschwig - Dessin : Benn - Couleurs : Christian Lerolle - (ISBN 2-87129-305-8)
- 1TL. Les Amants décapités - tirage de luxe, imprimerie Gillis, novembre 2001
Scénario : Luc Brunschwig - Dessin : Benn - (ISBN 2-87129-396-1)
- 2. Le Roi barbare, Dargaud Benelux, Bruxelles, Paris, 5 octobre 2002
Scénario : Luc Brunschwig - Dessin : Benn - Couleurs : Christian Lerolle - (ISBN 2-87129-539-5)
- Intégrale 1er cycle Nouvelles Aventures 1 et 2, Loup, 2002
Scénario : Luc Brunschwig - Dessin : Benn - (ISBN 2-930283-47-5)
- 3. Les Taupes[129], Dargaud Benelux, Bruxelles, Paris, 12 juin 2004
Scénario : Luc Brunschwig et Yves Brunschwig - Dessin : Benn - Couleurs : Christian Lerolle - (ISBN 2-87129-539-5)
- 4. L'Amazone des ténèbres, Dargaud Benelux, Bruxelles, Paris, 7 avril 2006
Scénario : Sylvain Runberg et Yves Brunschwig - Dessin : Benn - Couleurs : Christian Lerolle - (ISBN 2-87129-877-7)
- 5. Verdun, Dargaud Benelux, Bruxelles, Paris, 5 juillet 2007
Scénario : Sylvain Runberg et Yves Brunschwig - Dessin : Benn - Couleurs : Christian Lerolle - (ISBN 978-2-505-00145-4)
- Coffret Tomes 1-2-3-4-5, Dargaud, 5 juillet 2007
Scénario : Sylvain Runberg, Luc et Yves Brunschwig - Dessin : Benn - Couleurs : Christian Lerolle,Code EAN 3600121024748.
- Intégrale tome 4 - Le Livre des cendres, Dargaud Benelux, Bruxelles, Paris, 7 janvier 2010
Scénario : Luc et Yves Brunschwig, Sylvain Runberg - Dessin : Benn - Couleurs : Christian Lerolle - (ISBN 978-2-505-00743-2)

#### Yves Boréal
Des aventures sur la banquise avec Yves Boréal
- Autant en emporte le blizzard[131], Loup/BDF, Bruxelles, septembre 2003
Scénario et dessin : Benn - (ISBN 2-930283-56-4)

#### Sam et Tibond
Série de gags vécus par un enfant et son dauphin sur une île déserte arbitré par un grand-père bougon qui ne pense qu'à une chose : trouver un moyen de quitter l'île,.
- Les Naufragés du désespoir, Éditions Hibou, Bruxelles, 26 octobre 2006
Scénario et dessin : Benn - Couleurs : Christian Denayer (de la couverture) - (ISBN 2-87453-014-X)
- 2. Les Naufragés du désespoir, Éditions Hibou, septembre 2024
Scénario : Jacques Acar, Marc Wasterlain, Benn - Dessin : Benn - Couleurs : noir et blanc -  (ISBN 978-2-87453-186-6)

#### Valentine Pitié(2010-2012)
Valentine Pitié.
- Une vie exceptionnelle marquée par l'indépendance et la tragédie.
- 1. La Pierre du matin blanc, Dargaud Benelux, Bruxelles, Paris, 1er juillet 2010
Scénario et dessin : Benn - Couleurs : Pierre Matterne -  (ISBN 978-2-505-00607-7)
- 2. Le Bras du chapitre, Dargaud Benelux, Bruxelles, Paris, 3 février 2011
Scénario et dessin : Benn - Couleurs : Pierre Matterne -  (ISBN 978-2-505-01116-3)
- Coffret Tomes 1-2, Dargaud, Bruxelles, 10 novembre 2011
Scénario et dessin : Benn - Couleurs : Pierre Matterne - (ISBN 978-2-505-01342-6)
- Int. Valentine Pitié - Intégrale, Dargaud Benelux, Bruxelles, Paris, 4 octobre 2012
Scénario et dessin : Benn - Couleurs : Pierre Matterne -  (ISBN 978-2-505-01611-3)

#### Le Magicien de Whitechapel(2015-2016)
Le Magicien de Whitechapel. Trilogie d'un pacte faustien conclu avec un des magiciens les plus doués de sa génération dans le Londres victorien.
- 1. Jerrold Piccobello[136], Dargaud, 27 février 2015
Scénario et dessin : Benn - Couleurs : Pierre Matterne -  (ISBN 978-2-505-01344-0), Prix de l'Espace culturel E. Leclerc à Flers de l'Orne.
- 2. Vivre pour l'éternité, Dargaud, août 2015
Scénario et dessin : Benn - Couleurs : Pierre Matterne -  (ISBN 978-2-505-01962-6)
- 3. L'Éternité pour mourir[137], Dargaud Benelux, Bruxelles, 12 février 2016
Scénario et dessin : Benn - Couleurs : Pierre Matterne -  (ISBN 978-2-505-06389-6)

#### Autres
Ric Hochet
- 17. Épitaphe pour Ric Hochet, Le Lombard, coll. « Une histoire du journal Tintin », Bruxelles, 1973
Scénario : André-Paul Duchâteau - Dessin : Tibet,Décors : Benn et Christian Denayer.

Le Lion de Flandre
- Le Lion de Flandre, Michel Deligne, coll. « Curiosity », Bruxelles, 1976
Scénario et dessin : Bob de Moor,Lettrage : Benn.

Le Bal du rat mort
- Le Bal du rat mort, Michel Deligne, 1980
Scénario : Jan Bucquoy - Dessin : Jean-François Charles,Benn (lettrage non crédité).

Pétition - À la recherche d'Oesterheld et de tant d'autres
- Collectif dont Benn, Pétition : À la recherche d'Oesterheld et de tant d'autres !, Amnesty International - Belgique francophone ASBL Groupe 64, novembre 1986, 47 p., p. 1 strip)

Parodies
- Collectif dont Benn, Parodies 2 : ... par leurs vrais auteurs !, M.C. Productions, novembre 1988, 47 p. (ISBN 2-87764-011-6),Participation : Mic Mac Adam au Canada (2 planches).

Le Père Noël dans ses petits souliers
- Le Père Noël dans ses petits souliers, Pictoris Studio, 15 novembre 1997
Scénario et couleurs : collectif dont Benn - Dessin : collectif dont Benn, Philippe Delaby et Eddy Paape -  (ISBN 2-84098-345-1)

Murena
- 2. De sable et de sang[144], Dargaud, Bruxelles, Paris, 28 Juillet 1999
Scénario : Jean Dufaux - Dessin : Philippe Delaby - Couleurs : Benn et Philippe Delaby - (ISBN 2-87129-173-X)

Boule et Bill-02-Édition actuelle
- HS01. Boule et Bill font la fête, Dargaud, 27 Juillet 1999
Scénario et couleurs : collectif - Dessin : Roba et ses amis - (ISBN 2-87129-250-7)

Les Schtroumpfs L'Intégrale
- 3. Les Schtroumpfs- l'intégrale 3, Dupuis, coll. « Patrimoine », Marcinelle, 28 août 2015
Scénario : Yvan Delporte - Dessin : Peyo - Benn - Wasterlain - Leloup - (ISBN 978-2-8001-6352-9)

Les Schtroumpfs - La collection (Hachette)
- 11. Histoires de schtroumpfs, Hachette, coll. « Les Schtroumpfs », Nanterre, 12 mai 2016
Scénario : Yvan Delporte - Dessin : Peyo - Benn - Wasterlain - Leloup - Lucien de Gieter,54 pages avec un dossier de 8 pages en fin d'album par Christian Marmonnier.

### Illustrations

#### Le para-BD
- Le para-BD de Benn, liste non exhaustive sur BD Gest'[148]

### Affiches
- Affiche du festival international de Chaumont-Gistoux, les 24 et 25 mai 1986
- Balade jettoise pour voitures anciennes en 1997
- Mic Mac Adam : les 16e rencontres de Bandes Dessinées de Marly en octobre 2006[158]
- Mic Mac Adam : BD Comminges - festival de Saint-Gaudens en mai 2009
- 7e tournée du Bistro BD à Carpentras le 22 septembre 2012[159]
- Jerrold Piccobello : Texte et Bulle 17e Salon du Livre et de la BD de Damparis en mai 2015
- Jerrold Piccobello : BD Mania, 13e Festival international de la bande dessinée à Belfaux en 2016
- Jerrold Piccobello : Fête de la Bande Dessinée et de l'Image de Flers (Orne) en 2017
- Hommage à Lon Chaney : Festival international du film fantastique de Bruxelles en 2022.

### Collections publiques
8 œuvres de cet artiste sont conservées au Centre belge de la bande dessinée et font partie du patrimoine mobilier de la région Bruxelles-Capitale.

## Distinctions
- 1982 :  prix Spatial de la B.D. Fantastique en semi-réaliste[166] pour Le Tyran de Midnight Cross[8] ;
- 1986 :  Les organisateurs du Festival de Sierre lui décernent le grelot d'hiver pour Monsieur Cauchemar[8] ;
- 1991 :  Grand Prix du Festival de Durbuy[8] pour Elmer et moi[11],[77] ;
- 1992 :  Betty Boop Prix spécial du jury au Festival d'Hyères pour Un monde truqué[11],[77] ;
- 1993 :
  -  prix des libraires Bidule de Papier à Roubaix pour le scénario d'Un monde truqué[77] ;
  -  prix mandarine à Cousance pour Woogee tome 1[77] ;
- 1999 :  prix de la Bulle d'Or à Brignais pour le tome 4 de Woogee ;
- 2006 :  Médaillé aux 16e rencontres de bandes dessinées de Marly pour l'ensemble de l'œuvre ;
- 2010 :  prix "Pierre Dubois d'or" au Bistro BD à Carpentras ;
- 2011 :  prix coup de cœur BD' Art 2011 pour Valentine Pitié ;
- 2015 :
  -  prix de l'Espace culturel E. Leclerc à Flers de l'Orne pour Jerrold Piccobello ;
  -  Médaillé au 17e Salon du Livre et de la BD de Damparis pour l'ensemble de l'œuvre.